# فيكتور آرون
كان فيكتور آرون راميريز (بالإنجليزية: Victor Aaron)‏ ولد (11 سبتمبر 1956-4 سبتمبر 1996) ممثلًا أمريكيًا أصليًا من قبيلة Yaqui. كان هو الصوت الأصلي لجون ريدكورن في فيلم King of the Hill ، الذي استولى عليه جوناثان جوس في الموسم الثاني من العرض بعد وفاة آرون.

## الطفولة
ولد فيكتور آرون راميريز في 11 سبتمبر 1956 في أوديسا، تكساس. كان والديه أعضاء في قبيلة ياكيو. نشأ آرون، نشأ في منزل متنقل مع إخوته وأخواته في أسرة فقيرة من الأمريكيين الأصليين، بعد تخرجه من المدرسة الثانوية في أوستن، تزوج آرون وعمل في كازينو. بعد ذلك، انتقل إلى كاليفورنيا وأصبح ممثلًا.

## الحياة الشخصية
تزوج آرون إيدوفينا وطلقها (5 سبتمبر 1980 - 8 يونيو 1984) وأنجب منها ابنتان، كان فيكتور حفيد صانع الأحذية الشهير في غرب تكساس، خوسيه راميريز.

## الوفاة
توفي آرون في حادث سيارة في 4 سبتمبر 1996 عن عمر يناهز 39 عامًا لوس أنجلوس، كاليفورنيا، الولايات المتحدة الأمريكية، قبل سبعة أيام من عيد ميلاده الأربعين.

## فيلموغرافيا «الأعمال الفنية»

### مسلسلات تلفزيونية
| السنه | العنوان                             | الدور                      | المصدر |
| ----- | ----------------------------------- | -------------------------- | ------ |
| 1994  | قانون بورك                          | اوسكار                     | [ 6 ]  |
| 1994  | لغز بيري ماسون: حالة الحاكم المتجهم | جون سليب ووتر              | [ 7 ]  |
| 1996  | ملفات روكفورد: العراب أعلم          | ميرسر بينتري               | [ 8 ]  |
| 1996  | د. كوين، سيدة الطب                  | باوني الدر                 | [ 9 ]  |
| 1996  | مشية الرجل الميت                    | جوميز                      | [ 10 ] |
| 1996  | حصان جامح                           | المس الغيوم "تاتش ذا كلود" | [ 11 ] |
| 1997  | ملك التل                            | جون ريدكورن (صوت)          | [ 12 ] |

### افلام
| السنه | العنوان                  | الدور           | المصدر |
| ----- | ------------------------ | --------------- | ------ |
| 1993  | جيرونيمو: أسطورة أمريكية | أولزانا         | [ 13 ] |
| 1994  | الغضب الصامت             |                 | [ 14 ] |
| 1996  | الشمس"صن تشيسر"          | ويبستر سكايهورس | [ 15 ] |
| 1996  | ضد الرصاص                | رجل اسباني      | [ 16 ] |